# Присяжний союз
Присяжний союз або суприся́жництво (нім. Eidgenossenschaft, нід. eedgenootschap, дан. edsforbund, швед. edsförbundet, чеськ. spříseženství, словац. sprisahanectvo) — абстрактний юридичний термін середньовічного німецького права, що позначає союз рівних суб'єктів права у рамках присяги, принесеної перед Богом на певний час або на віки вічні як найвища форма самозобов'язання людини чи колективу. У цьому значенні присяжний союз являє собою противагу феодальному ладу з його ієрархічно-асиметричною організацією.
У часи Середньовіччя саме міста, всупереч панівній феодалістичній системі, виборювали все більше прав і привілеїв у земельних і міських феодалів, здобуваючи таким чином дедалі ширшу можливість самоврядування. Відмінністю від класичного феодального правління було те, що вони встановлювали присяжних (нім. Eidgenosse). Присяжним у цьому сенсі був власне присяжний засідатель або шефен, який міг бути прикріплений до бургомістра чи міського судді. Відповідно, співприсяжний (нім. Eidgeselle) — це особа, яка перебувала під тією ж присягою, зокрема помічник присяжного. У німецькомовному середовищі термін «співприсяжний» (нім. Eidgeselle) у переносному значенні також вживався на позначення підмайстрів (нім. Handwerkgeselle), нерозлучних друзів (нім. geschworene Freunde) або партнерів по подружжю.
Протягом XVI століття німецьке слово нім. Eidgenosse було запозичено французькою мовою у вигляді eiguenot чи enguenos, і видозмінилося до фр. huguenot (пор. гугеноти) — за однією з версій, відсилаючися на прізвище женевського бургомістра Безансона Уга (фр. Besançon Hugues), лідера місцевих протестантів.
Німецьке слово «айдґеносеншафт» (нім. Eidgenossenschaft) використовується в офіційній німецькій назві Швейцарії — нім. Schweizerische Eidgenossenschaft, що відсилає на історичну форму правління Старого союзу — суприсяжництво. При цьому назви держави іншими її мовами, а також переклади офіційної назви, зокрема українською, зазвичай подають це слово як конфедерація, попри федеративний устрій сучасної країни.